# Oorlog en vrede (1916)
Oorlog en Vrede (1916) - Ontvluchting is een Nederlandse stomme film uit 1918, en heeft als andere titels voor de film Bezet gebied en Mijlpalen 2. Deze film werd een week later na deel 1 al in de bioscopen vertoond. De 2e film is verdwenen/vermist.
De twee hoofdpersonen hebben inmiddels een zoon genaamd Mario, en men volgt de tragiek van de oorlogsjaren 1916 to begin 1918.

## Rolverdeling
o.a.
- Annie Bos - Anny Godart
- Adelqui Migliar - Jean Laurent